# Altipolia purpurea
Altipolia purpurea là một loài bướm đêm trong họ Noctuidae.